# Protoneura viridis
Protoneura viridis är en trollsländeart som beskrevs av Westfall 1964. Protoneura viridis ingår i släktet Protoneura och familjen Protoneuridae. Inga underarter finns listade i Catalogue of Life.